# Kiełpucie
Kiełpucie (lit. Kelpučiai) – wieś na Litwie leżąca 4 km od Twerecza, nad rzeką Birwitą. Przed 1939 rokiem Kiełpucie Nowe.

## Historia
Wieś była znana w 1744 roku jako miejscowość w rzymskokatolickiej parafii w Twereczu.
Wieś została opisana w Słowniku geograficznym Królestwa Polskiego. Z opisu wynika, że wieś Kiełpucie leżała w powiecie święciańskim guberni wileńskiej Imperium Rosyjskiego. W 1866 r. w 8 domach mieszkało 86 mieszkańców katolików. 
W dwudziestoleciu międzywojennym wsie Kiełpucie Stare i Kiełpucie Nowe leżały w granicach II Rzeczypospolitej w gminie wiejskiej Twerecz, w powiecie święciańskim, w województwie wileńskim. Jej mieszkańcy podlegali pod parafię w Twereczu. Kiełpucie Nowe leżały na północnym brzegu rzeki Birwity, a Kiełpucie Stare południowym.
Po agresji ZSRR na Polskę w 1939 roku wieś została zajęta przez Armię Czerwoną i włączona do BSRR, a w 1940 do LSRR. W latach 1941–1944 pod okupacją niemiecką. Następnie leżała w LSRR. Od 1991 roku w Republice Litewskiej.